# 456731 Uligrozinger
456731 Uligrozinger este o planetă minoră (asteroid) din centura de asteroizi. A fost descoperită pe 8 octombrie 2007 la Heidelberg de Felix Hormuth⁠(d). 
Obiectul prezintă o orbită caracterizată de o semiaxă mare de 2,4369670359865 UAi, o excentricitate de 0,25, o înclinație de 3,8 ° în raport cu ecliptica.